# Claussenomyces clavatus
Claussenomyces clavatus är en svampart som beskrevs av Ouell. & Korf 1979. Claussenomyces clavatus ingår i släktet Claussenomyces och familjen Helotiaceae.   Inga underarter finns listade i Catalogue of Life.